# PON
PON, viết tắt từ tên (tiếng Anh) Passive Optical Network, nghĩa là "mạng quang thụ động", là một hình thức truy cập mạng cáp quang, kiểu mạng kết nối Điểm - Đa điểm (P2M), các sợi quang làm cơ sở tạo kiến trúc mạng. Mỗi khách hàng được kết nối tới mạng quang thông qua một bộ chia quang thụ động và không cần nguồn cấp, vì vậy không có các thiết bị điện chủ động trong mạng phân chia và băng thông được chia sẻ từ nhánh (feeder) đến người dùng (drop), cho phép một sợi quang đơn phục vụ nhiều nhánh cơ sở, thường là từ 16-128. PON bao gồm một thiết bị đầu cuối dây quang (OLT - Optical Line Terminal) tại văn phòng trung tâm của nhà cung cấp dịch vụ và các thiết bị mạng quang học (ONUs - Optical Network Units) nơi gần người dùng cuối. Công nghệ PON làm giảm yêu cầu số lượng dây dẫn và thiết bị tại văn phòng trung tâm so với các kiến trúc điểm - điểm.
Tín hiệu đường xuống (download) được truyền (broadcast) chia sẻ đến tất cả các nhánh sợi cơ sở. Tín hiệu download được tới các hộ gia đình, tín hiệu này được mã hóa để có thể ngăn ngừa bị "câu móc" trộm. Tín hiệu upload được kết hợp bằng việc sử dụng giao thức đa truy nhập phân chia theo thời gian (TDMA). OLT sẽ điều khiển các ONU sử dụng các khe thời gian cho việc truyền dữ liệu đường xuống (uplink).
PON là tên gọi chung cho mạng cáp quang, cụ thể hơn thì sẽ có 2 công nghệ EPON và GPON.

## Ưu điểm
Ưu điểm của PON là công nghệ này sử dụng các thiết bị splitter không cần cấp nguồn, có giá thành rẻ và có thể đặt ở bất kì đâu, không phụ thuộc và các điều kiện môi trường, không cần phải cung cấp năng lượng cho các thiết bị giữa phòng máy trung tâm và phía người dùng. Ngoài ra, ưu điểm này còn giúp các nhà khai thác giảm được chi phí bảo dưỡng, vận hành. 
Kiến trúc PON cho phép giảm chi phí cáp sợi quang và giảm chi phí cho thiết bị tại CO do nó cho phép nhiều người dùng (thường là 32) chia sẻ chung một sợi quang.

## Các chuẩn mạng quang bị động PON
ITU-T G.983
- APON (ATM Passive Optical Network): Đây là chuẩn mạng PON đầu tiên, chủ yếu được sử dụng cho các ứng dụng kinh doanh và dựa trên ATM.
- BPON (Broadband PON): là một chuẩn dựa trên APON. Nó hỗ trợ thêm công nghệ WDM, băng thông dành cho đường uplink là động và cao hơn. Nó cũng cung cấp một giao diện quản lý chuẩn OMCI giữa OLT và ONU/ONT cho phép nhiều nhà cung cấp dịch vụ cùng hoạt động.

ITU-T G.984
- GPON (Gigabit PON): là sự nâng cấp của chuẩn BPON. Nó hỗ trợ tốc độ cao hơn, bảo mật được tăng cường và sự đa dạng trong việc lựa chọn giao thức lớp 2: ATM, GEM, Ethernet.